# Valkjärvi (sjö i Ruokolax, Södra Karelen)
Valkjärvi är en sjö i kommunen Ruokolax i landskapet Södra Karelen i Finland. Arean är 33 hektar och strandlinjen är 2,95 kilometer lång. Sjön  ingår i Vuoksens huvudavrinningsområde.   Den ligger omkring 47 kilometer nordöst om Villmanstrand och omkring 240 kilometer nordöst om Helsingfors. 